# Oropesa (Antabamba)
O Distrito peruano de Oropesa é um dos sete distritos que formam a Província de Antabamba, situada no Apurímac, pertencente a Região Apurímac, Peru.

## Transporte
O distrito de Oropesa é servido pela seguinte rodovia:
- AP-111, que liga a cidade ao distrito de Cotaruse [2][3][4]